# Campionati europei di sollevamento pesi 2025 - 73 kg maschile
Le gare di sollevamento pesi della categoria fino a 73 kg maschile — pesi leggeri — dei campionati europei del 2025 si sono svolte il 16 aprile 2025 a Chișinău presso la Chișinău Arena.

## Programma
L'orario indicato corrisponde a quello moldavo (UTC+03:00)
| Data           | Orario | Evento   |
| -------------- | ------ | -------- |
| 16 aprile 2025 | 16:00  | Gruppo A |

## Medagliati
Per ciascun esercizio, i primi tre classificati sono i seguenti:
| Esercizio | Oro              | Oro    | Argento               | Argento | Bronzo       | Bronzo |
| --------- | ---------------- | ------ | --------------------- | ------- | ------------ | ------ |
| Strappo   | Roberto Guțu     | 155 kg | Yusuf Fehmi Genç      | 154 kg  | Gor Sahakyan | 153 kg |
| Slancio   | Yusuf Fehmi Genç | 194 kg | Muhammed Furkan Özbek | 192 kg  | Gor Sahakyan | 185 kg |
| Totale    | Yusuf Fehmi Genç | 348 kg | Gor Sahakyan          | 338 kg  | Roberto Guțu | 335 kg |

## Record
Prima di questa competizione, i record mondiali ed europei esistenti erano i seguenti:
| Record mondiale | Strappo | Shi Zhiyong           | 169 kg | Tashkent, Uzbekistan | 20 aprile 2021   |
| Record mondiale | Slancio | Rahmat Erwin Abdullah | 204 kg | Tashkent, Uzbekistan | 6 febbraio 2024  |
| Record mondiale | Totale  | Rizki Juniansyah      | 365 kg | Phuket, Thailandia   | 4 aprile 2024    |
| Record europeo  | Strappo | Daniyar İsmayilov     | 160 kg | Mosca, Russia        | 6 aprile 2021    |
| Record europeo  | Slancio | Božidar Andreev       | 193 kg | Sofia, Bulgaria      | 15 febbraio 2024 |
| Record europeo  | Totale  | Božidar Andreev       | 348 kg | Sofia, Bulgaria      | 15 febbraio 2024 |

## Risultati
| Pos. | Atleta                      | Gr. | Peso atleta | Strappo (kg) | Strappo (kg) | Strappo (kg) | Strappo (kg) | Slancio (kg) | Slancio (kg) | Slancio (kg) | Slancio (kg) | Totale   |
| Pos. | Atleta                      | Gr. | Peso atleta | 1            | 2            | 3            | Pos.         | 1            | 2            | 3            | Pos.         | Totale   |
| ---- | --------------------------- | --- | ----------- | ------------ | ------------ | ------------ | ------------ | ------------ | ------------ | ------------ | ------------ | -------- |
|      | Yusuf Fehmi Genç (TUR)      | A   | 72.85       | 147          | 151          | 154          |              | 187          | 194          | 195          |              | 348      |
|      | Gor Sahakyan (ARM)          | A   | 73.00       | 150          | 153          | 156          |              | 181          | 185          | 189          |              | 338      |
|      | Roberto Guțu (GER)          | A   | 73.00       | 150          | 155          | 157          |              | 175          | 180          | 184          | 4            | 335      |
| 4    | Tiberiu Donose (ROU)        | A   | 73.00       | 140          | 148          | 148          | 5            | 170          | 178          | 178          | 5            | 318      |
| 5    | Arberi Cerciz (ALB)         | A   | 72.70       | 140          | 142          | 145          | 4            | 171          | 171          | 176          | 7            | 316      |
| 6    | Piotr Kudłaszyk (POL)       | A   | 73.00       | 133          | 133          | 136          | 8            | 170          | 173          | 178          | 6            | 306      |
| 7    | Kacper Urban (POL)          | A   | 73.00       | 135          | 135          | 139          | 6            | 160          | 165          | 172          | 8            | 304      |
| 8    | David Sánchez (ESP)         | A   | 73.00       | 132          | 137          | 140          | 7            | 160          | 165          | 168          | 9            | 302      |
| 9    | Ivan Novko (CRO)            | A   | 72.10       | 105          | 110          | 115          | 9            | 140          | 147          | 152          | 10           | 262      |
| —    | Muhammed Furkan Özbek (TUR) | A   | 73.00       | 147          | 147          | 148          | —            | 186          | 192          | 195          |              | —        |
| —    | Briken Calja (ALB)          | A   | ritirato    | ritirato     | ritirato     | ritirato     | ritirato     | ritirato     | ritirato     | ritirato     | ritirato     | ritirato |